# Площадь Галины Улановой
Площадь Галины Улановой — площадь в центре Москвы в Таганском районе Центрального административного округа на пересечении Яузской и Николоямской улиц и Большого Ватина переулка.

## Происхождение названия
В июне 2021 года безымянная до этого площадь названа в память о выдающейся балерине Галине Сергеевне Улановой (1909—1998). Площадь расположена недалеко от дома № 1/15 на соседней Котельнической набережной, где жила великая балерина. В 2004 году в её доме открылся мемориал — музей-квартира Галины Улановой, филиал Театрального музея им. А. А. Бахрушина.

## Описание
От площади Галины Улановой отходят следующие улицы:
- с севера на юг площадь пересекает Яузская улица,
- на запад идёт Подгорская набережная,
- на восток идёт Берниковская набережная,
- на юго-восток идёт Николоямская улица,
- на юго-юго-запад идёт Большой Ватин переулок.

Площадь расположена перед кинотеатром «Иллюзион».

## Общественный транспорт

### Метро
Ближайшая станция метро — «Таганская» Кольцевой линии (920 м), с возможностью пересадки на станции «Таганская» Таганско-Краснопресненской линии и «Марксистская».

### Наземный общественный транспорт
На Яузской улице, непосредственно в пределах площади, имеется остановка «Кинотеатр „Иллюзион“» для маршрутов № е70, м6, м7, с755, с856, а также ночных н4, н5, н7, н13.